# Archidium
Archidium är ett släkte av bladmossor. Enligt Catalogue of Life ingår Archidium i familjen Archidiaceae, men enligt Dyntaxa är tillhörigheten istället familjen Archidiaceae.

## Dottertaxa tillArchidium, i alfabetisk ordning[1][2]
- Archidium acanthophyllum
- Archidium acauloides
- Archidium alternifolium
- Archidium amplexicaule
- Archidium andersonianum
- Archidium birmannicum
- Archidium brevinerve
- Archidium capense
- Archidium clarksonianum
- Archidium clavatum
- Archidium cubense
- Archidium dinteri
- Archidium donnellii
- Archidium elatum
- Archidium hallii
- Archidium indicum
- Archidium johannis-negrii
- Archidium julaceum
- Archidium julicaule
- Archidium laterale
- Archidium laxirete
- Archidium microthecium
- Archidium minus
- Archidium minutissimum
- Archidium muellerianum
- Archidium ohioense
- Archidium rehmannii
- Archidium rothii
- Archidium stellatum
- Archidium subulatum
- Archidium tenerrimum
- Archidium thalliferum
- Archidium wattsii
- Archidium yunnanense